# Кубок Мітропи 1927
Перший кубок Мітропи проводився з 14 серпня по 13 листопада 1927 року. У змаганні брали участь вісім команд із чотирьох країн: Австрії, Угорщини, Чехословаччини і Югославії. Переможцем стала празька «Спарта». Її гравець, Йозеф Сильний, забив на турнірі найбільшу кількість голів — п'ять.
Від Австрії до участі у кубку потрапили чемпіон країни «Адміра» і володар кубку «Рапід», що посів у чемпіонаті 3-є місце. .
Чехословаччину і Югославію представляли чемпіони країни, відповідно «Спарта» і «Хайдук», і віце-чемпіони — «Славія» і БСК.
Угорський чемпіон і володар національного кубку «Ференцварош» відмовився від участі у змаганнях, тому країну представляли срібний призер чемпіонату «Уйпешт» і бронзовий призер «Хунгарія».

## Чвертьфінал
| Команда 1      | Заг. | Команда 2           | 1-й матч | 2-й матч |
| -------------- | ---- | ------------------- | -------- | -------- |
| Спарта (Прага) | 8:6  | Адміра (Відень)     | 5:1      | 3:5      |
| Рапід (Відень) | 9:1  | Хайдук (Спліт)      | 8:1      | 1:0      |
| БСК (Белград)  | 2:8  | Хунгарія (Будапешт) | 2:4      | 0:4      |
| Славія (Прага) | 6:2  | Уйпешт              | 4:0      | 2:2      |

| 1/4 перший матч 14.08.1927 | «Спарта» (Прага)                        | 5:1        | «Адміра» (Відень) | Прага                                                       |  |
| | 2' 8' Веселий 41' Малоун 46' 53' Горейс | (протокол) | 10' Рунге         | Стадіон: Летна Глядачі: 8 000 Суддя: Ференц Гере (Угорщина) |  |
| Спарта: Гохманн — Пернер, Стейнер — Коленатий, Пешек (к), Гайний — Малоун, Патек, Сильний, Веселий, Горейс, тренер: Дік Адміра: Францль — Фоці, Янда — Вострак, Кох, Шотт — Зігль (к), Кліма, Штойбер, Шалль, Рунге, тренер: Сколаут |                                         |            |                   |                                                             |  |

| 1/4 другий матч 21.08.1927 | «Адміра» (Відень)                                    | 5:3 (6:8 заг.) | «Спарта» (Прага)            | Відень                                                           |  |
| | 13' 50' Шалль 43' (пен.) Зігль 52' Рунге 60' Штойбер | (протокол)     | 48' Сильний 73' 79' Веселий | Стадіон: ВАЦ-Плац Глядачі: 17 000 Суддя: Йожеф Шлішер (Угорщина) |  |
| Адміра: Францль — Фоці, Янда — Вострак, Кох, Шотт — Зігль (к), Кліма, Штойбер, Шалль, Рунге, тренер: Сколаут Спарта: Гохманн — Пернер, Стейнер — Коленатий, Пешек (к), Гайний — Малоун, Патек, Сильний, Веселий, Горейс, тренер: Дік |                                                      |                |                             |                                                                  |  |

| 1/4 перший матч 14.08.1927 | «Рапід» (Відень)                                                    | 8:1        | «Хайдук» (Спліт)       | Відень                                                                              |  |
| | 34' 46' 54' Гоффманн 50' Вондрак 68' 78' Весели 70' Хорват 80' Луеф | (протокол) | 1' М.Боначич 68' Родін | Стадіон: Рапід-Платц Глядачі: 18 000 Суддя: Ладіслав Штепановський (Чехословаччина) |  |
| Рапід: Файгль — Краль, Ніч (к) — Ріхтер, Смістик, Мадльмаєр — Вондрак, Хорват, Гоффманн, Луеф, Весели, тренер: Бауер Хайдук: О.Гаццарі — Л.Гаццарі, Родін(к) — Дешкович, Боровчич-Курир, В.Подує — Ш.Подує, Лемешич, М.Боначич, А.Боначич, Радич, тренер: Калітерна |                                                                     |            |                        |                                                                                     |  |

| 1/4 другий матч 21.08.1927 | «Хайдук» (Спліт) | 0:1 (1:9 заг.) | «Рапід» (Відень) | Загреб                                                                      |  |
| |                  | (протокол)     | 81' Гоффманн     | Стадіон: Граджанські Глядачі: 6 000 Суддя: Богумил Женішек (Чехословаччина) |  |
| Хайдук: О.Гаццарі — Л.Гаццарі, Родін(к) — Дешкович, Боровчич-Курир, В.Подує — Ш.Подує, Лемешич, М.Боначич, А.Боначич, Радич, тренер: Калітерна Рапід: Фейгль — Краль, Ніч (к) — Ріхтер, Смістик, Мадльмаєр — Вондрак, Хорват, Гоффманн, Луеф, Весели, тренер: Бауер |                  |                |                  |                                                                             |  |

| 1/4 перший матч 14.08.1927 | БСК (Белград)                         | 2:4        | «Хунгарія» (Будапешт)                   | Белград                                                    |  |
| | 50' (пен.) Сотирович 86' Н.Мар'янович | (протокол) | 15' Кевеш 35' Шкварек 58' Єні 72' Опата | Стадіон: БСК Глядачі: 5 000 Суддя: Еміль Гьобель (Австрія) |  |
| БСК: Глигорьєвич — Попович, Митрович — Арсеньєвич, Маринкович (к), Джорджевич — Б.Мар'янович, Бек, Сотирович, Н.Мар'янович, Найданович, тренер: Енгель Хунгарія: Бірі — Манді, Олах — Клебер, Кевеш, Ребро — Шенкей, Мольнар, Опата (к), Шкварек, Єні, тренер: Фельдманн |                                       |            |                                         |                                                            |  |

| 1/4 другий матч 26.08.1927 | «Хунгарія» (Будапешт)                      | 4:0 (8:2 заг.) | БСК (Белград) | Будапешт                                                               |  |
| | 37' 81' Орт 44' Мольнар 90' (пен.) Балацич | (протокол)     | 83' Сотирович | Стадіон: Хунгарія Корут Глядачі: 18 000 Суддя: Йожеф Шлішер (Угорщина) |  |
| Хунгарія: Бірі — Манді, Балацич — Клебер, Кевеш, Ребро — Опата, Мольнар, Орт (к), Шкварек, Єні, тренер: Фельдманн БСК: Глигорьєвич — Попович, Митрович — Арсеньєвич, Маринкович (к), Джорджевич — Мар'янович, Бек, Сотирович, Драгичевич, Найданович, тренер: Енгель |                                            |                |               |                                                                        |  |

| 1/4 перший матч 21.08.1927 | «Славія» (Прага)                                      | 4:0        | «Уйпешт» (Будапешт) | Прага                                                                  |  |
| | 18' Шолтис 32' Кратохвіл 65' (пен.) Свобода 84' Бейбл | (протокол) |                     | Стадіон: Летна/Славія Глядачі: 12 000 Суддя: Ернест Фабріс (Югославія) |  |
| Славія: Планічка — Куммерманн, Сейферт — Черницький, Плетиха(к), Чіпера — Бобор, Шолтис, Бейбл, Свобода, Кратохвіл, тренер: Мадден Уйпешт: Бенеда — К.Фогль, Й.Фогль(к) — Й.Віг, Л.Луц, Й.Луц — Штрек, Я.Віг, Явор, Шаллер, Сабо, тренер: Пожоньї |                                                       |            |                     |                                                                        |  |

| 1/4 другий матч 28.08.1927 | «Уйпешт» (Будапешт)           | 2:2 (2:6 заг.) | «Славія» (Прага) | Будапешт                                                         |  |
| | 77' (пен.) 80' (пен.) Й.Фогль | (протокол)     | 68' 82' Пуч      | Стадіон: Мед'єрі Уті Глядачі: 5 000 Суддя: Ойген Браун (Австрія) |  |
| Уйпешт: Бачай — К.Фогль, Й.Фогль(к) — Боршаньї, Л.Луц, Й.Луц — Штрек, Я.Віг, Моравчік, Явор, Сабо, тренер: Пожоньї Славія: Планічка — Куммерманн, Сейферт — Черницький, Плетиха(к), Чіпера — Бобор, Шолтис, Бейбл, Кратохвіл, Пуч, тренер: Мадден |                               |                |                  |                                                                  |  |

## Півфінал
| Команда 1           | Заг. | Команда 2      | 1-й матч | 2-й матч |
| ------------------- | ---- | -------------- | -------- | -------- |
| Хунгарія (Будапешт) | 2:2  | Спарта (Прага) | 2:2      | 0:0      |
| Славія (Прага)      | 3:4  | Рапід (Відень) | 2:2      | 1:2      |

У складі «Хунгарії» вийшов гравець без відповідного дозволу (Кальман Конрад), тому команда була дискваліфікована. До фіналу пройшла «Спарта» (Прага).
| 1/2 перший матч 4.09.1927 | «Хунгарія» (Будапешт) | 2:2        | «Спарта» (Прага)      | Будапешт                                                             |  |
| | 30' Опата 69' Єні     | (протокол) | 34' Патек 64' Сильний | Стадіон: Хунгарія Корут Глядачі: 15 500 Суддя: Ойген Браун (Австрія) |  |
| Хунгарія: Бірі — Манді, Кочиш — Клебер, Кевеш, Ребро — Опата, Мольнар, Орт (к), Хірзер, Єні, тренер: Фельдманн Спарта: Гохманн — Пернер, Стейнер — Коленатий, Пешек (к), Гайний — Малоун, Патек, Сильний, Веселий, Горейс, тренер: Дік |                       |            |                       |                                                                      |  |

| 1/2 другий матч 2.10.1927 | «Спарта» (Прага) | 0:0 (2:2 заг.) | «Хунгарія» (Будапешт) | Прага                                                       |  |
| |                  | (протокол)     |                       | Стадіон: Летна Глядачі: 22 000 Суддя: Ойген Браун (Австрія) |  |
| Спарта: Гохманн — Пернер, Стейнер — Коленатий, Пешек (к), Гайний — Малоун, Патек, Сильний, Веселий, Горейс, тренер: Дік. Хунгарія: Бірі — Манді, Кочиш — Ребро, Клебер, Шнайдер — Браун, Конрад (к), Опата, Шкварек, Хірзер тренер: Фельдманн |                  |                |                       |                                                             |  |

| 1/2 перший матч 28.09.1927 | «Славія» (Прага)     | 2:2        | «Рапід» (Відень)    | Прага                                                               |  |
| | 9' Кратохвіл 12' Пуч | (протокол) | 58' Хорват 59' Луеф | Стадіон: Летна/Славія Глядачі: 12 000 Суддя: Шандор Біро (Угорщина) |  |
| Славія: Планічка — Куммерманн, Сейферт — Водічка, Плетиха(к), Черницький — Бобор, Свобода, Бейбл, Пуч, Кратохвіл, тренер: Мадден Рапід: Фейгль — Єллінек, Ніч (к) — Ріхтер, Смістик, Мадльмаєр — Веселік, Хорват, Гоффманн, Луеф, Весели, тренер: Бауер |                      |            |                     |                                                                     |  |

| 1/2 другий матч 2.10.1927 | «Рапід» (Відень)       | 2:1 (4:3 заг.) | «Славія» (Прага) | Відень                                                            |  |
| | 80' Вондрак 83' Весели | (протокол)     | 41' Пуч          | Стадіон: Гоге Варте Глядачі: 30 000 Суддя: Шандор Біро (Угорщина) |  |
| Рапід: Файгль — Єллінек, Ніч (к) — Ріхтер, Смістик, Мадльмаєр — Вондрак, Хорват, Кутан, Луеф, Весели, тренер: Бауер. Славія: Планічка — Куммерманн, Сейферт — Черницький, Плетиха(к), Водічка — Бобор, Свобода, Бейбл, Пуч, Кратохвіл, тренер: Мадден. |                        |                |                  |                                                                   |  |

## Перший фінальний матч
| 30 жовтня 1927 |

| «Спарта» (Прага)                                  | 6 — 2      | «Рапід» (Відень)              |
| ------------------------------------------------- | ---------- | ----------------------------- |
| Пешек 1' Шима 14' Сильний 33', 76' Патек 62', 78' | (протокол) | 15' Веселік 34' (пен.) Весели |

| «Летна», Прага Глядачів: 25,000 Арбітр: Рафаель ван Прааг (Бельгія) |

| «Спарта» (Прага) |                     |
|                  |                     |
| ВР               | Франтішек Гохманн   |
| ЗХ               | Ярослав Бургр       |
| ЗХ               | Антонін Пернер      |
| ПЗ               | Франтішек Коленатий |
| ПЗ               | Карел Пешек         |
| ПЗ               | Фердинанд Гайний    |
| НП               | Адольф Патек        |
| НП               | Йозеф Шима          |
| НП               | Йозеф Мицлік        |
| НП               | Йозеф Сильний       |
| НП               | Йозеф Горейс        |
| Тренер:          |                     |
| Джон Дік         |                     |

| «Рапід» (Відень) |                  |
|                  |                  |
| ВР               | Вальтер Файгль   |
| ЗХ               | Леопольд Цейка   |
| ЗХ               | Отто Єллінек     |
| ПЗ               | Йозеф Мадльмаєр  |
| ПЗ               | Йозеф Смістик    |
| ПЗ               | Леопольд Ніч     |
| НП               | Карл Вондрак     |
| НП               | Франц Веселік    |
| НП               | Ріхард Кутан     |
| НП               | Йоганн Хорват    |
| НП               | Фердинанд Весели |
| Тренер:          |                  |
| Едуард Бауер     |                  |

## Другий фінальний матч
| 13 листопада 1927 |

| «Рапід» (Відень)    | 2 — 1      | «Спарта» (Прага) |
| ------------------- | ---------- | ---------------- |
| Веселик 5' Луеф 55' | (протокол) | 82' Сильний      |

| Відень Глядачів: 40,000 Арбітр: Віллем Еймерс (Нідерланди) |

| «Рапід» (Відень) |                  |
|                  |                  |
| ВР               | Вальтер Файгль   |
| ЗХ               | Леопольд Ніч     |
| ЗХ               | Роман Шрамсайс   |
| ПЗ               | Йозеф Мадльмаєр  |
| ПЗ               | Йозеф Смістик    |
| ПЗ               | Йоганн Ріхтер    |
| НП               | Карл Бауер       |
| НП               | Йоганн Хорват    |
| НП               | Франц Веселік    |
| НП               | Йоганн Луеф      |
| НП               | Фердинанд Весели |
| Тренер:          |                  |
| Едуард Бауер     |                  |

| «Спарта» (Прага) |                     |
|                  |                     |
| ВР               | Франтішек Гохманн   |
| ЗХ               | Ярослав Бургр       |
| ЗХ               | Антонін Пернер      |
| ПЗ               | Франтішек Коленатий |
| ПЗ               | Карел Пешек         |
| ПЗ               | Фердинанд Гайний    |
| НП               | Адольф Патек        |
| НП               | Йозеф Шима          |
| НП               | Йозеф Мицлік        |
| НП               | Йозеф Сильний       |
| НП               | Йозеф Горейс        |
| Тренер:          |                     |
| Джон Дік         |                     |

## Склад чемпіона
| «Спарта» (Прага) Воротар: Франтішек Гохманн (6). Захисники: Антонін Пернер (6), Карел Стейнер (4), Ярослав Бургр (2). Півзахисники: Франтішек Коленатий (6), Карел Пешек-Кадя (6.1), Фердинанд Гайний (6). Нападники: Йозеф Сильний (6.5), Адольф Патек (6.3), Йозеф Горейс (6.2), Ян Малоун (4.1), Евжен Веселий (4.4), Йозеф Шима (2.1), Йозеф Мицлік (2). Тренер: Джон Дік. |

## Найкращі бомбардири
| Місце | Гравець          | Матчі | Голи | Команда          |
| ----- | ---------------- | ----- | ---- | ---------------- |
| 1     | Йозеф Сильний    | 6     | 5    | «Спарта» (Прага) |
| 2     | Йоганн Гоффманн  | 3     | 4    | «Рапід» (Відень) |
| 2     | Антонін Пуч      | 3     | 4    | «Славія» (Прага) |
| 4     | Евжен Веселий    | 4     | 4    | «Спарта» (Прага) |
| 5     | Фердинанд Весели | 6     | 4    | «Рапід» (Відень) |
| 6     | Йоганн Луеф      | 5     | 3    | «Рапід» (Відень) |
| 7     | Адольф Патек     | 6     | 3    | «Спарта» (Прага) |